# R. Kelly
Robert Sylvester Kelly (Chicago, 8 januari 1967), beter bekend als R. Kelly, is een Amerikaans r&b-zanger, songwriter en muziekproducent. Hij begon als lid van de groep Public Announcement en startte vervolgens in 1993 een solocarrière. R. Kelly had enkele grote hits met I Believe I Can Fly en If I Could Turn Back The Hands of Time. In 2019 werd hij gedetineerd wegens kindermisbruik.

## Levensloop

### Start van carrière
R. Kelly groeide op in een arme buurt. Oorspronkelijk zong hij in treinen in ruil voor kleingeld, maar in 1991 kwam zijn carrière van de grond.

### Solocarrière
Hij is vooral bekend van zijn (in Nederland) nummer 1-hits I Believe I Can Fly en If I Could Turn Back The Hands of Time uit respectievelijk 1997 en 1999.
Sommige van zijn teksten worden (vooral in de Verenigde Staten) als te seksueel bekritiseerd, maar andere teksten hebben een hoog gospel-gehalte.
In juli 2007 heeft Kelly een hit met Usher, getiteld Same girl. Hij heeft gewerkt aan zijn album Black Panties waar hij samenwerkt met Kelly Rowland en Ludacris. Dit album kwam op 10 december 2013 uit.

### Schandalen en veroordeling
R. Kelly is vaak negatief in het nieuws vanwege zijn seksuele relaties met minderjarige meisjes. In 1994 was hij kortstondig getrouwd met de toen 15-jarige zangeres Aaliyah, die in 2001 bij een vliegtuigongeluk om het leven is gekomen. Nadien zijn in verschillende Amerikaanse staten aanklachten tegen hem ingediend wegens kindermisbruik en kinderpornografie. Om die reden weigeren veel Amerikaanse radiostations zijn muziek te draaien. In een zaak waarin hij seksuele handelingen zou verrichten met een 14-jarige dochter van een zakenpartner werd hij in 2008 onschuldig bevonden. Aanklachten in 2003 over het bezit van kinderpornografie werden ongegrond verklaard omdat het bewijsmateriaal illegaal was verkregen.
In 2019 begon de staat Georgia een strafrechtelijk onderzoek naar R. Kelly naar aanleiding van de documentaire Surviving R. Kelly, waarin meerdere vrouwen de zanger beschuldigen van seksueel misbruik en seks met minderjarigen. Zo zou er onder andere sprake zijn van een 'vrouwensekte' in zijn huizen waar vrouwen worden vastgehouden en gehersenspoeld. Volgens de zanger zelf zou de documentaire een wraakactie zijn van mensen uit de muziekwereld die hem niet mogen.
In 1995 bepaalde de Belgische auteursrechtenvereniging SABAM dat het lied You Are Not Alone, nummer 1-hit in de VS en het VK, dat R. Kelly voor Michael Jackson schreef, oorspronkelijk in 1993 werd gecomponeerd. Componisten waren de Belgen Eddy en Danny Van Passel en de titel luidde oorspronkelijk If we can start all over. Kelly kon niet bewijzen dat hij het had gecomponeerd. In 2007 gaf de Belgische rechter Danny en Eddy Van Passel gelijk en in 2009 bevestigde het Hof van Cassatie het arrest. De uitspraak moest "internationaal" worden gepubliceerd.
In september 2021 werd Kelly schuldig bevonden aan mensenhandel met als doel gedwongen prostitutie en seksuele uitbuiting, en afpersing. Volgens de rechtbank misbruikte hij zijn maatschappelijke positie om vrouwen en minderjarigen te misbruiken. Hij heeft zelf altijd ontkend. In juni 2022 kreeg hij zijn straf: 30 jaar gevangenis. Daar kwam later nog 20 jaar bij vanwege afpersing en het maken van beelden van kindermisbruik. Sinds juli 2022 verblijft hij als gedetineerde in het Metropolitan Correctional Center, in Chicago.

## Discografie

### Albums
| Album met eventuele hitnotering(en) in de Nederlandse Album Top 100 | Datum van verschijnen | Datum van binnenkomst | Hoogste positie | Aantal weken | Opmerkingen             |
| ------------------------------------------------------------------- | --------------------- | --------------------- | --------------- | ------------ | ----------------------- |
| Born Into The '90s                                                  | 1991                  | 08-02-1992            | 49              | 11           | met Public Announcement |
| 12 Play                                                             | 1992                  | 08-01-1994            | 35              | 53           |                         |
| R. Kelly                                                            | 1996                  | 25-11-1995            | 15              | 36           |                         |
| R.                                                                  | 1998                  | 21-11-1998            | 3               | 58           |                         |
| TP-2.com                                                            | 2000                  | 18-11-2000            | 7               | 36           |                         |
| The Best of Both Worlds                                             | 2002                  | 30-03-2002            | 12              | 12           | met Jay-Z               |
| Chocolate Factory                                                   | 2003                  | 01-03-2003            | 25              | 21           |                         |
| The R. in R&B - Greatest Hits Collection Volume 1                   | 2003                  | 04-10-2003            | 7               | 17           | Verzamelalbum           |
| Happy People / U Saved Me                                           | 23-08-2004            | 28-08-2004            | 10              | 10           |                         |
| Unfinished Business                                                 | 25-10-2004            | 30-10-2004            | 60              | 3            | met Jay-Z               |
| TP.3 Reloaded                                                       | 03-07-2005            | 09-07-2005            | 19              | 11           |                         |
| Remix City, Volume 1                                                | 2005                  | -                     |                 |              |                         |
| Double Up                                                           | 25-05-2007            | 02-07-2007            | 34              | 6            |                         |
| The Demo Tape                                                       | 25-09-2009            | -                     |                 |              |                         |
| Untitled                                                            | 27-11-2009            | -                     |                 |              |                         |
| Epic                                                                | 10-09-2010            | -                     |                 |              |                         |
| Love Letter                                                         | 10-12-2010            | 22-01-2011            | 26              | 8            |                         |
| Write Me Back                                                       | 2012                  | 30-06-2012            | 32              | 1*           |                         |
| Black Panties                                                       | 2013                  | 06-12-2013            | 94              | 1*           |                         |

| Album met hitnotering(en) in de Vlaamse Ultratop 200 albums | Datum van verschijnen | Datum van binnenkomst | Hoogste positie | Aantal weken | Opmerkingen   |
| ----------------------------------------------------------- | --------------------- | --------------------- | --------------- | ------------ | ------------- |
| R.                                                          | 1998                  | 16-10-1999            | 5               | 25           |               |
| TP-2.com                                                    | 2000                  | 18-11-2000            | 43              | 4            |               |
| The R. in R&B - Greatest hits collection volume 1           | 2003                  | 04-10-2003            | 20              | 6            | Verzamelalbum |
| Happy people / U saved me                                   | 2004                  | 04-09-2004            | 42              | 6            |               |
| TP.3 reloaded                                               | 2005                  | 16-07-2005            | 56              | 5            |               |

### Singles
| Single met eventuele hitnotering(en) in de Nederlandse Top 40 | Datum van verschijnen | Datum van binnenkomst | Hoogste positie | Aantal weken | Opmerkingen                                                                                     |
| ------------------------------------------------------------- | --------------------- | --------------------- | --------------- | ------------ | ----------------------------------------------------------------------------------------------- |
| She's Got That Vibe                                           | 1992                  | 18-01-1992            | 15              | 6            | met Public Announcement / #15 in de Single Top 100                                              |
| Honey Love                                                    | 1992                  | 25-04-1992            | tip15           | -            | met Public Announcement / #52 in de Single Top 100                                              |
| Dedicated                                                     | 1993                  | 07-03-1993            | tip10           | -            |                                                                                                 |
| Hey Love (Can I Have a Word)                                  | 1993                  | 23-04-1993            | tip10           | -            |                                                                                                 |
| Sex Me                                                        | 1993                  | 06-08-1993            | tip10           | -            |                                                                                                 |
| Bump 'n Grind                                                 | 1994                  | 16-04-1994            | tip10           | -            |                                                                                                 |
| Summer Bunnies                                                | 1994                  | 01-10-1994            | tip16           | -            |                                                                                                 |
| You remind me of something                                    | 1995                  | 02-12-1995            | tip8            | -            | #41 in de Single Top 100                                                                        |
| I Can't Sleep Baby (If I)                                     | 1996                  | 02-11-1996            | 33              | 4            | #42 in de Single Top 100                                                                        |
| I Believe I Can Fly                                           | 1997                  | 15-02-1997            | 1(1wk)          | 17           | #2 in de Single Top 100                                                                         |
| I Can't Sleep Baby (If I)                                     | 1997                  | 17-05-1997            | tip14           | -            | #74 in de Single Top 100                                                                        |
| Gotham City                                                   | 1997                  | 26-07-1997            | 6               | 13           | #9 in de Single Top 100                                                                         |
| Be Careful                                                    | 1998                  | 11-07-1998            | 4               | 12           | met Sparkle / #4 in de Single Top 100                                                           |
| Half On a Baby                                                | 1998                  | 03-10-1998            | 14              | 8            | #19 in de Single Top 100                                                                        |
| Home Alone                                                    | 1998                  | 14-11-1998            | tip13           | -            | met Keith Murray / #70 in de Single Top 100                                                     |
| Lean On Me                                                    | 1998                  | 05-12-1998            | tip16           | -            | met Kirk Franklin, Mary J. Blige, Bono, Crystal Lewis and The Family / #57 in de Single Top 100 |
| I'm Your Angel                                                | 1998                  | 05-12-1998            | 8               | 13           | met Céline Dion / #9 in de Single Top 100 / Alarmschijf                                         |
| When a Woman's Fed Up                                         | 1999                  | 06-03-1999            | 21              | 6            | #25 in de Single Top 100                                                                        |
| Did You Ever Think                                            | 1999                  | 21-08-1999            | 28              | 9            | met Nas / #24 in de Single Top 100                                                              |
| If I Could Turn Back The Hands of Time                        | 1999                  | 16-10-1999            | 1(8wk)          | 16           | #1 in de Single Top 100                                                                         |
| Satisfy You                                                   | 1999                  | 13-11-1999            | 4               | 12           | met Puff Daddy / #4 in de Single Top 100                                                        |
| Bad Man                                                       | 2000                  | 02-09-2000            | 33              | 4            | #34 in de Single Top 100                                                                        |
| I Wish                                                        | 2000                  | 14-10-2000            | 4               | 13           | #6 in de Single Top 100 / Alarmschijf                                                           |
| The Storm Is Over Now                                         | 2001                  | 10-03-2001            | 32              | 5            | #29 in de Single Top 100                                                                        |
| Fiesta (Remix)                                                | 2001                  | 21-04-2001            | tip2            | -            | met Jay-Z / #48 in de Single Top 100                                                            |
| A Woman's Threat                                              | 2001                  | 22-09-2001            | tip16           | -            | #64 in de Single Top 100                                                                        |
| The World's Greatest                                          | 2002                  | 09-02-2002            | 2               | 17           | #2 in de Single Top 100                                                                         |
| Honey                                                         | 2002                  | 04-05-2002            | tip11           | -            | met Jay-Z                                                                                       |
| We Thuggin'                                                   | 2002                  | 20-07-2002            | tip11           | -            | met Fat Joe                                                                                     |
| Ignition                                                      | 2003                  | 05-04-2003            | 18              | 8            | #12 in de Single Top 100                                                                        |
| Thoia Thong / Snake*                                          | 2003                  | 13-09-2003            | 13              | 7            | * met Big Tigger / #10 in de Single Top 100                                                     |
| Step In The Name of Love                                      | 2003                  | 15-11-2003            | tip2            | -            | #48 in de Single Top 100                                                                        |
| U Saved Me                                                    | 2004                  | 24-07-2004            | tip27           | -            |                                                                                                 |
| U Saved Me / Happy People                                     | 2004                  | 31-07-2004            | tip4            | -            | #40 in de Single Top 100                                                                        |
| Wonderful                                                     | 2004                  | 27-11-2004            | 16              | 5            | met Ja Rule & Ashanti / #15 in de Single Top 100                                                |
| Hotel                                                         | 2005                  | 22-01-2005            | tip11           | -            | met Cassidy / #70 in de Single Top 100                                                          |
| Playa's Only                                                  | 2005                  | 18-06-2005            | tip4            | -            | met The Game / #48 in de Single Top 100                                                         |
| Burn It Up                                                    | 2005                  | 24-09-2005            | tip2            | -            | met Wisin & Yandel / #25 in de Single Top 100                                                   |
| That's That Shit                                              | 2006                  | 06-01-2007            | tip5            | -            | met Snoop Dogg / #73 in de Single Top 100                                                       |
| Same Girl                                                     | 2007                  | 07-07-2007            | tip12           | -            | met Usher                                                                                       |
| When A Woman Loves                                            | 2011                  | -                     |                 |              | #38 in de Single Top 100                                                                        |
| Do What U Want                                                | 2013                  | 07-12-2013            | 34              | 2            | met Lady Gaga / Nr. 27 in de Single Top 100                                                     |
| PYD                                                           | 2013                  | -                     |                 |              | met Justin Bieber / Nr. 19 in de Single Top 100                                                 |

| Single met hitnotering(en) in de Vlaamse Ultratop 50 | Datum van verschijnen | Datum van binnenkomst | Hoogste positie | Aantal weken | Opmerkingen           |
| ---------------------------------------------------- | --------------------- | --------------------- | --------------- | ------------ | --------------------- |
| I Believe I Can Fly                                  | 1997                  | 05-04-1997            | 8               | 18           |                       |
| Gotham City                                          | 1997                  | 16-08-1997            | 27              | 10           |                       |
| I'm Your Angel                                       | 1998                  | 05-12-1998            | 26              | 12           | met Céline Dion       |
| If I Could Turn Back The Hands of Time               | 1999                  | 16-10-1999            | 1(8wk)          | 26           |                       |
| Satisfy You                                          | 1999                  | 20-11-1999            | 3               | 20           | met Puff Daddy        |
| Bad Man                                              | 2000                  | 19-08-2000            | tip3            | -            |                       |
| I Wish                                               | 2000                  | 14-10-2000            | tip7            | -            |                       |
| The Storm is Over Now                                | 2001                  | 17-03-2001            | 26              | 12           |                       |
| Fiesta (Remix)                                       | 2001                  | 23-06-2001            | 36              | 6            | met Jay-Z             |
| A Woman's Threat                                     | 2001                  | 29-09-2001            | tip8            | -            |                       |
| The World's Greatest                                 | 2002                  | 16-02-2002            | 9               | 15           |                       |
| Honey                                                | 2002                  | 25-05-2002            | tip14           | -            | met Jay-Z             |
| Ignition                                             | 2003                  | 22-03-2003            | tip4            | -            |                       |
| Thoia Thong                                          | 2003                  | 06-09-2003            | 14              | 10           |                       |
| Step In The Name Of Love                             | 2003                  | 06-12-2003            | tip4            | -            |                       |
| U Saved Me / Happy People                            | 2004                  | 07-08-2004            | tip2            | -            |                       |
| Wonderful                                            | 2004                  | 04-12-2004            | 45              | 3            | met Ja Rule & Ashanti |
| Hotel                                                | 2005                  | 12-02-2005            | tip16           | -            | met Cassidy           |
| Playa's Only                                         | 2005                  | 09-07-2005            | tip2            | -            | met The Game          |
| Burn It Up                                           | 2005                  | 12-11-2005            | tip8            | -            | met Wisin & Yandel    |
| Do What U Want                                       | 2013                  | 02-11-2013            | 15              | 10*          | met Lady Gaga         |

### NPO Radio 2 Top 2000
| Nummers met noteringen in de NPO Radio 2 Top 2000 | '99 | '00 | '01 | '02  | '03  | '04  | '05  | '06  | '07 | '08  | '09-'10 | '11  | '12  | '13 | '14  |
| ------------------------------------------------- | --- | --- | --- | ---- | ---- | ---- | ---- | ---- | --- | ---- | ------- | ---- | ---- | --- | ---- |
| I Believe I Can Fly                               | 466 | -   | 888 | 1152 | 1286 | 1264 | 1640 | 1588 | -   | 1772 | -       | 1904 | 1772 | -   | 1789 |
| If I could turn back the hands of time            | -   | -   | 782 | -    | -    | 1293 | 1679 | -    | -   | -    | -       | -    | -    | -   | -    |

1. ↑  Een '-' betekent dat het nummer niet was genoteerd en een vetgedrukt getal geeft de hoogste notering van een nummer aan.
2. ↑  Deze tabel is bijgewerkt tot en met de meest recente editie (2024).

### Dvd's
| Dvd's met hitnoteringen in de Nederlandse Music Top 30 | Datum van verschijnen | Datum van binnenkomst | Hoogste positie | Aantal weken | Opmerkingen |
| ------------------------------------------------------ | --------------------- | --------------------- | --------------- | ------------ | ----------- |
| The R. in R&B - Greatest Hits Video Collection         | 2004                  | 31-07-2004            | 28              | 1            |             |

- Bibsys: 5081921
- Bibliothèque nationale de France: cb13966288m (data)
- Gemeinsame Normdatei: 134886364
- International Standard Name Identifier: 0000 0001 2029 9829
- Library of Congress Control Number: n92075293
- MusicBrainz: c2d25856-a09a-4d15-b404-77dd19c19e63
- Bibliotheek van het Japanse parlement: 001128272
- Nationale Bibliotheek van Tsjechië: xx0106297
- Nationale bibliotheek van Australië: 36046400
- Nationale Bibliotheek van Polen: a0000003297400
- Nationale en Universitaire bibliotheek Zagreb: 000405006
- Nederlandse Thesaurus van Auteursnamen: 183743407
- Système universitaire de documentation: 160747252
- Trove: 611104
- Virtual International Authority File: 86493468
- WorldCat: E39PBJvCTBDmXhkrjj8jtTYtrq